# Novo azul de metileno
Novo azul de metileno é um corante hematológico para caracterizar resíduos de RNA intracitoplasmático em eritrócitos jovens, denominados de reticulócitos.
Pela toxidade da substância, deve-se evitar o contato dela com a pele ou sua inalação.